# 愛知県道268号常滑停車場線
愛知県道268号常滑停車場線（あいちけんどう268ごう とこなめていしゃじょうせん）は、愛知県常滑市を走る元一般県道である。現在は常滑市の市道。

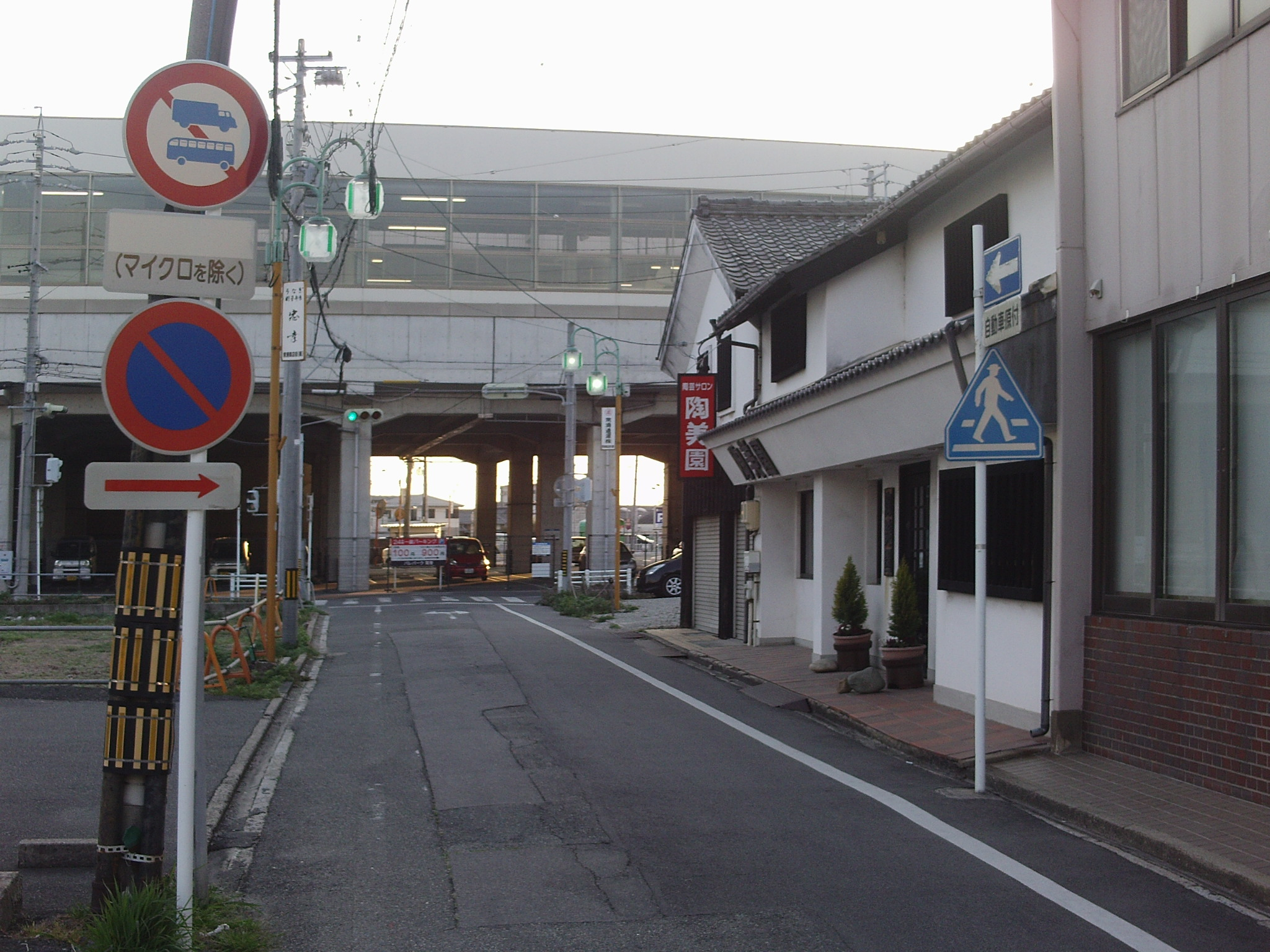
2003年に常滑駅の高架化が完了した後も、2007年末まで県道認定されていた。

## 概要

### 路線データ
- 起点：常滑停車場
- 終点：愛知県常滑市鯉江本町（愛知県道252号大府常滑線交点）
- 全長：約60m
  - 現道は北条交差点より1本南の西行き一方通行路

## 沿革
- 1959年（昭和34年）12月15日：認定
- 2008年（平成20年）1月1日：廃止

## 地理

### 通過する自治体
- 愛知県
  - 常滑市

### 接続する道路
- 愛知県道252号大府常滑線

### 周辺
- 名鉄常滑線・空港線 常滑駅
- JAあいち知多 駅前支店